# Туркменистан на летних Олимпийских играх 2008
Туркменистан принимал участие в летних Олимпийских играх 2008 года, которые проходили в Пекине (Китай) с 8 по 24 августа, где его представляли 10 спортсменов в шести видах спорта. На церемонии открытия Олимпийских игр флаг Туркменистана нёс дзюдоист Гуванч Нурмухаммедов.
На летних Олимпийских играх 2008 Туркменистан вновь не сумел завоевать свою первую олимпийскую медаль. Для тяжелоатлета Умурбека Базарбаева и дзюдоистки Насибы Суркиевой эта Олимпиада стала третьей в карьере.

## Состав и результаты

### Бокс
Мужчины
| Соревнование | Спортсмены       | 1/16 финала         | 1/8 финала           | Четвертьфинал        | Полуфинал            | Финал                | Место |
| Соревнование | Спортсмены       | Соперник Результат  | Соперник Результат   | Соперник Результат   | Соперник Результат   | Соперник Результат   | Место |
| ------------ | ---------------- | ------------------- | -------------------- | -------------------- | -------------------- | -------------------- | ----- |
| до 69 кг     | Алиаскер Баширов | FRAЖ. Чигуэр П 6:17 | Завершил выступление | Завершил выступление | Завершил выступление | Завершил выступление | 17    |

### Дзюдо
Мужчины
| Соревнование | Спортсмены           | 1/32 финала        | 1/16 финала                | 1/8 финала                | Четвертьфинал        | Полуфинал            | Финал                | Место |
| Соревнование | Спортсмены           | Соперник Результат | Соперник Результат         | Соперник Результат        | Соперник Результат   | Соперник Результат   | Соперник Результат   | Место |
| ------------ | -------------------- | ------------------ | -------------------------- | ------------------------- | -------------------- | -------------------- | -------------------- | ----- |
| до 66 кг     | Гуванч Нурмухаммедов | Не участвовал      | PRKПак Чхолмин П 0000:1000 | Утешительный турнир       | Утешительный турнир  | Утешительный турнир  | Утешительный турнир  | 13    |
| до 66 кг     | Гуванч Нурмухаммедов | Не участвовал      | PRKПак Чхолмин П 0000:1000 | ITAДж. Казале П 0000:0012 | Завершил выступление | Завершил выступление | Завершил выступление | 13    |

Женщины
| Соревнование | Спортсмены      | 1/16 финала             | 1/8 финала            | Четвертьфинал         | Полуфинал             | Финал                 | Место |
| Соревнование | Спортсмены      | Соперник Результат      | Соперник Результат    | Соперник Результат    | Соперник Результат    | Соперник Результат    | Место |
| ------------ | --------------- | ----------------------- | --------------------- | --------------------- | --------------------- | --------------------- | ----- |
| до 70 кг     | Насиба Суркиева | USAР. Роузи П 0000:1010 | Завершила выступление | Завершила выступление | Завершила выступление | Завершила выступление | 20    |

### Лёгкая атлетика
Мужчины
Технические виды
| Соревнование   | Спортсмены         | Квалификация | Квалификация | Финал                | Финал                |
| Соревнование   | Спортсмены         | Результат    | Место        | Результат            | Место                |
| -------------- | ------------------ | ------------ | ------------ | -------------------- | -------------------- |
| Метание молота | Аманмурад Хоммадов | NM           | NM           | Завершил выступление | Завершил выступление |

Женщины
Беговые виды
| Соревнование | Спортсмены         | Отборочный раунд | Отборочный раунд | Отборочный раунд | Четвертьфинал         | Четвертьфинал         | Четвертьфинал         | Полуфинал             | Полуфинал             | Полуфинал             | Финал                 | Финал                 |
| Соревнование | Спортсмены         | Забег            | Результат        | Место            | Забег                 | Результат             | Место                 | Забег                 | Результат             | Место                 | Результат             | Место                 |
| ------------ | ------------------ | ---------------- | ---------------- | ---------------- | --------------------- | --------------------- | --------------------- | --------------------- | --------------------- | --------------------- | --------------------- | --------------------- |
| 100 метров   | Валентина Назарова | 4                | 11,94            | 6                | Завершила выступление | Завершила выступление | Завершила выступление | Завершила выступление | Завершила выступление | Завершила выступление | Завершила выступление | Завершила выступление |

### Плавание
Мужчины
| Соревнование             | Спортсмены      | Отборочный раунд | Отборочный раунд | Отборочный раунд | Полуфинал            | Полуфинал            | Полуфинал            | Финал                | Финал                | Итоговое место |
| Соревнование             | Спортсмены      | Заплыв           | Результат        | Место            | Заплыв               | Результат            | Место                | Результат            | Место                | Итоговое место |
| ------------------------ | --------------- | ---------------- | ---------------- | ---------------- | -------------------- | -------------------- | -------------------- | -------------------- | -------------------- | -------------- |
| 50 метров вольным стилем | Андрей Молчанов | 5                | 25,02            | 4                | Завершил выступление | Завершил выступление | Завершил выступление | Завершил выступление | Завершил выступление | 68             |

Женщины
| Соревнование              | Спортсмены     | Отборочный раунд | Отборочный раунд | Отборочный раунд | Полуфинал             | Полуфинал             | Полуфинал             | Финал                 | Финал                 | Итоговое место |
| Соревнование              | Спортсмены     | Заплыв           | Результат        | Место            | Заплыв                | Результат             | Место                 | Результат             | Место                 | Итоговое место |
| ------------------------- | -------------- | ---------------- | ---------------- | ---------------- | --------------------- | --------------------- | --------------------- | --------------------- | --------------------- | -------------- |
| 100 метров вольным стилем | Ольга Хачатрян | 1                | 1:14,77          | 3                | Завершила выступление | Завершила выступление | Завершила выступление | Завершила выступление | Завершила выступление | 48             |

### Стрельба
Женщины
| Соревнование                       | Спортсмены        | Квалификация | Квалификация | Финал                 | Финал                 | Итоговое место |
| Соревнование                       | Спортсмены        | Очки         | Место        | Очки                  | Место                 | Итоговое место |
| ---------------------------------- | ----------------- | ------------ | ------------ | --------------------- | --------------------- | -------------- |
| Пневматическая винтовка, 10 метров | Екатерина Арабова | 376          | 46           | Завершила выступление | Завершила выступление | 46             |

### Тяжёлая атлетика
Мужчины
| Соревнование | Спортсмены              | Рывок     | Рывок | Толчок    | Толчок | Всего | Место |
| Соревнование | Спортсмены              | Результат | Место | Результат | Место  | Всего | Место |
| ------------ | ----------------------- | --------- | ----- | --------- | ------ | ----- | ----- |
| до 62 кг     | Толкунбек Худайбергенов | 126       | 14    | 162       | 7      | 288   | 7     |
| до 62 кг     | Умурбек Базарбаев       | 133       | 6     | NM        | NM     | NM    | NM    |